# Leptacis longispina
Leptacis longispina är en stekelart som beskrevs av Fouts 1927. Leptacis longispina ingår i släktet Leptacis och familjen gallmyggesteklar. Inga underarter finns listade i Catalogue of Life.